# 堀野博幸
堀野 博幸（ほりの ひろゆき、1969年9月3日 - ）は、早稲田大学スポーツ科学学術院教授。博士（人間科学）。専門はスポーツ心理学・コーチング科学。
1969年大阪府高槻市生まれ。早稲田大学人間科学部スポーツ科学科（現・スポーツ科学部）卒、同人間科学研究科博士課程中退。2015年より現職。ユニバーシアード・サッカー日本女子代表監督、ロンドンオリンピック・なでしこジャパン・ゲーム分析スタッフを歴任。現在、日本サッカー協会（JFA）アカデミー・心理サポート（女子担当）、JFAインストラクター、アジアサッカー連盟テクニカルスタディボードメンバーとして活動中。
著書に『トップ・パフォーマンスへの挑戦』『スポーツ精神生理学』『スポーツ心理学ハンドブック』（共著）などがある。